# 海軍気象学校
海軍気象学校（かいぐんきしょうがっこう）は、大日本帝国海軍における艦船および航空機の航路確保のための気象観測・天体観測・海洋観測技術の修得者を養成する教育機関のことである。海軍航海学校から独立し、普通科・高等科・特修科・専攻科を設置した。

## 概要と沿革
気象観測・測量技術は航海学校のカリキュラムに基づいて教育されていた。特に太平洋戦争の進捗にともない、占領地での敵前測量や気象観測は、艦隊行動および航空機運用のために欠かせないものであった。軍令部や海軍航空本部は海軍水路部に対して気象隊の編制を呼びかけ、各地に技師および若干の守備隊からなる気象隊を派遣していた。しかし気象観測術専門の教育を実施する風潮にはいたらず、航海学校での修得に終始していた。
1944年（昭和19年）7月1日、ようやく気象観測の専門教育を図るべく、航海学校分校が茨城県稲敷郡阿見村（現在の阿見町曙町住宅）に発足した。航空基地が隣接する茨城県南部では、上空の気象観測データが航空機の安全を守るために必要不可欠であった。戦線の縮小とともに、海洋・天文観測の必要性は急激に薄れ、代わりに気象観測が重要なものになりつつあった。分校が「海軍気象学校」として独立するのは1945年（昭和20年）3月1日のことである。
気象学校も他の術科学校と同様に4コースが設定され、練習生は現場へ、学生は水路部や各地司令部へと派遣されることとなった。しかし各種術科学校は、7月15日までに繰り上げ修了を実施し、修了者を本土決戦要員に振り向けるよう通達を受けた。航空燃料の払底とともに、気象観測の必要性も薄れてしまい、気象学校も繰上げ修了・閉校措置をとられ、わずか4ヶ月で閉校となった。

## 気象学校長
- 関郁乎 少将：1945年3月1日（分校長より留任） - 1945年7月15日閉校